# Jean-Michel Bayle
Pour les articles homonymes, voir Bayle.
Jean-Michel Bayle, né le 1er avril 1969 à Manosque, est un pilote français de moto-cross, de vitesse moto et d'endurance. En 1991, il devient le premier et seul pilote à remporter les trois championnats majeurs du motocross américain la même année : motocross 250 cm3 et 500 cm3 ainsi que supercross.

## Biographie
Jean Michel Bayle commence à rouler à moto à l'âge de 6 ans. Il court en amateur durant les années 1980, et à 13 ans, remporte le championnat de Provence. En 1985, à 16 ans, il participe en 250 cm3 au Supercross de Paris-Bercy.
Après avoir remporté les titres mondiaux en 1988 en 125 cm3  et 1989 en 250 cm3, il franchit l'Atlantique et défie chez eux les Américains considérés comme les meilleurs pilotes de la discipline. Pour sa première saison complète, il finit deuxième du championnat américain de supercross. Et pour la deuxième saison, il devient le premier et seul pilote à remporter les trois titres majeurs la même année : motocross 250 cm3 et 500 cm3 ainsi que le supercross, établissant au passage le record de victoires en Supercross sur une saison.
Considérant qu'il n'avait plus rien à prouver en tout-terrain et désirant se donner un nouveau défi, il décide de quitter le monde du motocross pour intégrer les Grands Prix de vitesse. Les résultats ne sont pas ceux qu'il espérait mais, à sa décharge, il ne bénéficiera jamais de la structure d'une équipe mandatée par une usine de premier plan. Il compte malgré tout deux pole positions en 500 cm3. Il fera un moment partie de l'équipe Modenas de Kenny Roberts, avec une machine qu'il contribuera grandement à mettre au point.
En 2000, son nom est ajouté au Motorcycle Hall of Fame de l'American Motorcyclist Association.
Il a remporté le Guidon d'Or[réf. nécessaire], épreuve de Supermotard qui oppose les meilleurs pilotes du monde de vitesse et tout-terrain. Il a fait également de l'endurance, gagnant le Bol d'or et les 24 Heures du Mans en 2002.
Il pratique désormais l'ultracyclisme,. 

## Palmarès
- Championnat du Monde motocross
  - 1988 : Champion du monde de motocross 125 cm3
  - 1989 : Champion du monde de motocross 250 cm3
- Championnat des États-Unis motocross
  - 1991 : Champion américain de motocross 250 cm3 et 500 cm3
- Championnat des États-Unis supercross
  - 1991 : Champion américain de supercross 250 cm3
- Autres (Supercross, Endurance, Enduro)
  - 1990 : Vainqueur du Supercross de Bercy en 250 cm3
  - 1991 : Vainqueur du Supercross de Bercy en 250 cm3
  - 2002 : Vainqueur du Bol d'or et des 24 Heures du Mans moto
  - 2003 : Vainqueur du Bol d'or
  - 2004 : Vainqueur de la Grappe de Cyrano et Val de Lorraine Classic